# Войташевский, Яков Борисович
Яков Борисович Войташевский (21 октября 1888, Каховка, Таврическая губерния — 11 июля 1952, Харьков) — советский учёный в области урологии. Доктор медицинских наук (1923).

## Биография
Родился в семье провизора Берки-Лейзера Ициковича Войташевского (?—1913), который вскоре перевёз семью в Харьков и в 1896 году выкупил Скобелевскую аптеку в доме И. А. Финке на Михайловской площади, 5 (угол Скобелевской площади, 22). В 1910 году провизор Войташевский отошёл от управления аптекой и передал её родственникам, управляющей стала первая женщина-провизор в городе Мариам Гершевна Войташевская. Владелицей аптеки в 1913 году стала М. И. Войташевская, мать будущего уролога, которая перевела её в новое помещение в доме № 8 на Конной площади.
Окончил Харьковский университет (1913). С 1918 – зав. диагностического отдела Всеукраинской рентгенологической академии. В 1924–35 – ассистент госпитальной хирургической клиники, одновременно в  1929–39 – зав. мочеполового отдела Украинского научно-исслед. кожно-венерологического института (Харьков). С 1938 – профессор, зав. курса урологии, декан пед. факультета 2-го Харьковского мед. института, с 1944 – доцент, профессор Харьковского мед. института.
Во время Великой Отечественной войны – доцент Ташкентского мед. института.

## Научные труды
- «Лечение серно-кислой магнезией расстройств мочеиспускания» // Новый хирург. арх. 1923. № 9;
- «Загальна хірургія: Лекції». Х., 1931;
- «Хірургія»: Учебник Х., 1935;
- «Пиогенные урологические заболевания и лечение их иммунотрансфузией» // Урология. 1941. Т. 18, вып. 1; * «Харьковское урологическое общество в 1951 г». // ВД. 1952. № 6.